# Douglas X-3 Stiletto
Il Douglas X-3 Stiletto era un velivolo sperimentale con una fusoliera snella ed una punta lunga ed affusolata, prodotto dalla Douglas Aircraft Company. La missione primaria era di studiare le caratteristiche del progetto di un velivolo adatto a decollare, volare e mantenere la velocità supersonica di Mach 2, atterrare autonomamente. Per fare ciò per la prima volta si usò il titanio nelle componenti principali della struttura del velivolo.
Tuttavia, a causa della scarsa potenza dei motori installati, non poteva nemmeno superare Mach 1 in volo livellato.

## Storia del progetto
La costruzione di due di X-3 fu approvata il 30 giugno 1949. La configurazione derivava dallo "Study 8", un progetto che prevedeva propulsione mista: turboreattori più un razzo a propellente liquido. Lo sviluppo fu più lungo del previsto ed il primo esemplare fu pronto solo nel settembre 1951. Il primo velivolo fu completato e trasportato alla base di aeronautica di Edwards, in California, l'11 settembre 1952. Il secondo velivolo parzialmente completato (sn 49-2893) venne disassemblato, a causa sia dei problemi della struttura del velivolo, sia del motore; la sua costruzione fu annullata ed i relativi componenti vennero usati come parti di ricambio.
L'unico esemplare costruito effettuò complessivamente 51 voli.
Il progetto venne ceduto alla Lockheed che ne trasse ispirazione per gli X-7 e l'F-104.

## Tecnica
I propulsori inizialmente previsti erano i Westinghouse J46 coi quali avrebbe potuto volare per 10 minuti a Mach 2, ma non furono mai disponibili. Furono quindi utilizzati i turboreattori Westinghouse J34, in grado di erogare solo 21,8 kN (4900 lbf) di spinta contro i previsti 31,3 kN (7000 lbf) del J46.
La configurazione alare trapezoidale dell'X-3 fu utilizzata nel progetto dell'F-104 Starfighter e fu uno dei primi aerei ad utilizzare il titanio; inoltre la sua alta velocità di decollo e atterraggio comportò miglioramenti della tecnologia degli pneumatici.

## Impiego operativo

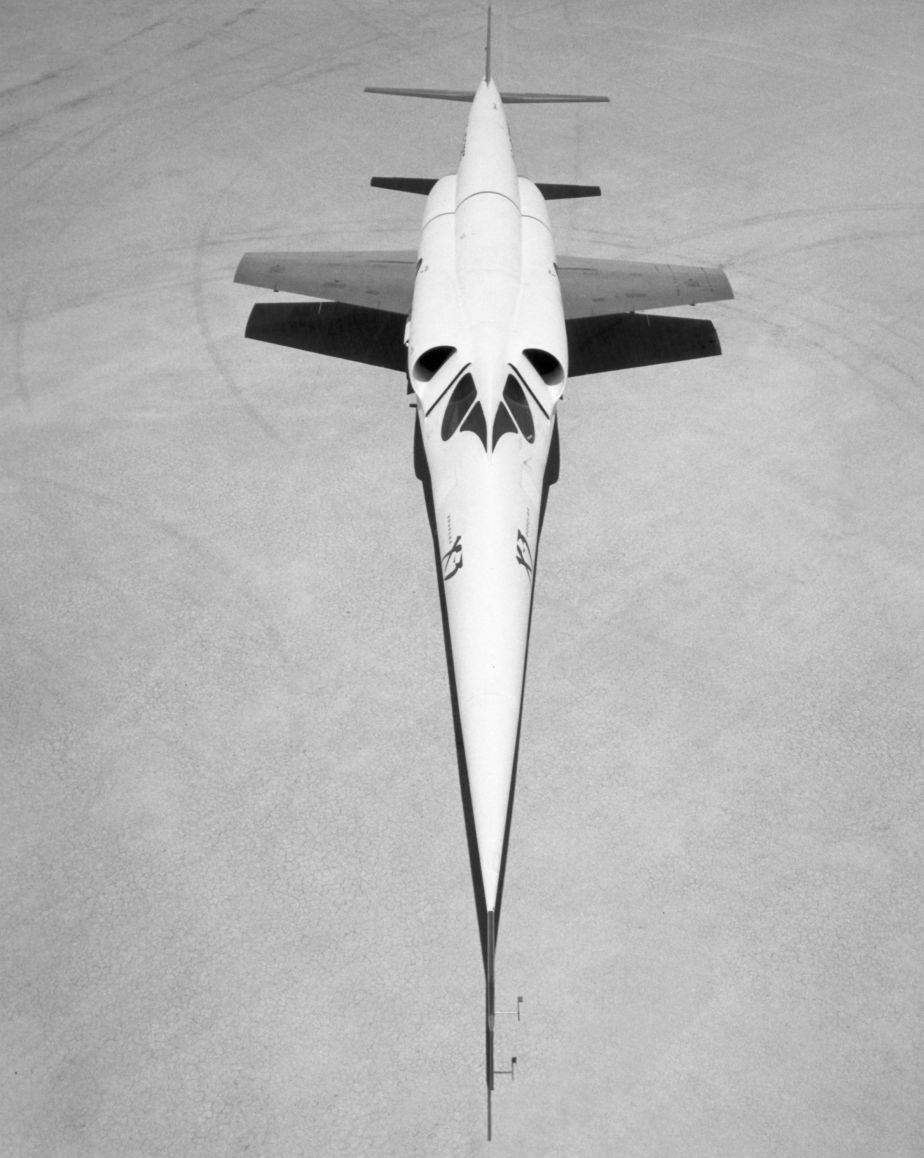
L'X-3 a terra.

La prima prova dell'X-3 fu effettuata il 15 ottobre 1952, dal pilota Bill Bridgeman della Douglas. Durante la prova Bridgeman staccò l'X-3 dalla terra e lo pilotò per circa un miglio (1,6 chilometri) prima dell'atterraggio. Il primo volo ufficiale fu effettuato da Bridgeman il 20 ottobre e durò circa venti minuti. L'aereo fece un totale di 26 voli e la fine delle prove della Douglas avvenne nel mese di dicembre del 1953. Queste prove indicarono sia che l'X-3 mancava di potenza sia che era difficilmente controllabile. La sua velocità di decollo era di 260 nodi, circa 482 km/h. Non si avvicinò mai alle prestazioni previste. Per raggiungere una velocità supersonica di Mach 1,1 avrebbe dovuto effettuare una picchiata di 15°. Nel suo volo più veloce, effettuato il 28 luglio 1953, raggiunse Mach 1,208 con una picchiata di ben 30°.
Con il completamento del programma di prova della Douglas, nel mese di dicembre del 1953, l'X-3 passò all'USAF per ulteriori prove. L'aereo fu pilotato dai piloti Frank Everest e Chuck Yeager, lo stesso che superò la velocità del suono a bordo del Bell X-1. Il pilota della NACA Joseph A. Walker effettuò il suo volo di battesimo a bordo dell'X-3 il 23 agosto 1954 e condusse un totale di otto voli sperimentali fra settembre e ottobre. Alla fine di ottobre il programma di ricerca fu esteso per includere prove laterali e direzionali di stabilità. In queste prove risultò che l'X-3 rollava bruscamente alle velocità supersoniche diventando difficile da controllare. Questi difetti erano molto evidenziati dalla peculiare struttura dell'X-3. La massa del motore e del carburante, infatti, era concentrata nella sua fusoliera lunga e stretta, mentre le ali, di forma trapezoidale, erano tozze e corte. Di conseguenza l'X-3 aveva un carico alare molto elevato (queste caratteristiche erano tipiche dei caccia in sviluppo all'epoca).
Il 27 ottobre 1954 Walker effettuò una brusca virata a sinistra a una velocità di Mach 0,92 a un'altezza di 9 100 m. L'X-3 virò come previsto, ma inaspettatamente cabrò di 20 gradi e imbardò di 16. L'aereo cadde in vite per 5 secondi prima che il pilota riuscisse a riprendere il controllo. Si preparò quindi per il successivo test. Walker iniziò una picchiata raggiungendo Mach 1,154 a 9 862 m quando virò bruscamente a sinistra. L'aereo prima picchiò poi cabrò rollando violentemente, registrando un'accelerazione di -6,7 g, +7 g e 2 g. In seguito Walker riuscì a riprendere il controllo dell'aereo atterrando in sicurezza.
I controlli successivi al volo mostrarono che la fusoliera aveva raggiunto il suo limite di carico. Se l'accelerazione fosse stata maggiore, l'aereo si sarebbe distrutto. Walker e l'X-3 provarono un particolare effetto del rollio per cui manovrando su un asse avvengono movimenti incontrollati negli altri due. Nello stesso periodo diversi F-100 Super Sabre furono coinvolti in incidenti simili. La NACA avviò un programma di ricerca per capire il problema e trovare una soluzione.
Dopo la scoperta di questi problemi l'aereo rimase a terra per circa un anno e i suoi problemi di stabilità in rollio non furono più studiati. Walker effettuò altri 10 voli fra il 20 settembre 1955 e il 23 maggio 1956, dopodiché il velivolo fu ritirato e conservato al museo dell'Aeronautica degli Stati Uniti. Nonostante l'X-3 non riuscisse a fornire dati per il volo a Mach 2 per cui era stato progettato, il suo breve servizio fu molto utile. Dimostrò i pericoli dell'effetto rollio e fornì i primi dati utili per studiare il fenomeno dell'instabilità dinamica dovuta all'accoppiamento inerziale.